# Чемпионат России по биатлону 2018/2019
Чемпионат России по биатлону сезона 2018/2019 прошёл в несколько этапов с декабря 2018 по апрель 2019 года. Были разыграны медали в восьми индивидуальных и пяти командных дисциплинах.
Впервые в истории чемпионатов России в этом сезоне были проведены соревнования в мегамасс-старте.

## Этапы
- Ижевск «Ижевская винтовка»

1. Индивидуальная гонка (мужчины, женщины)

- Красноярск

1. Смешанная эстафета
2. Одиночная смешанная эстафета

- Тюмень

1. Суперпасьют (мужчины, женщины)
2. Марафон (мужчины, женщины)

- Уфа

1. Патрульная гонка (мужчины, женщины)

- Ижевск

1. Командная гонка (мужчины, женщины)
2. Суперспринт (мужчины, женщины)
3. Мегамассстарт (мужчины, женщины)

- Тюмень Чемпионат России

1. Спринт (мужчины, женщины)
2. Гонка преследования (мужчины, женщины)
3. Масс-старт (мужчины, женщины)
4. Эстафета (мужчины, женщины)

## Результаты
| Гонка                                                                                           | Мужчины | Женщины |
| Индивидуальная гонка Ижевск 1. 29 декабря 2018 Мужчины: 20 км 2. 26 декабря 2018 Женщины: 15 км | 1. Семён Сучилов 55:12.2 (2) 2. Максим Цветков +5.0 (1) 3. Юрий Шопин +22.3 (1) 4. Эдуард Латыпов 5. Вадим Филимонов 6. Максим Буртасов Протоколы | 1. Наталья Гербулова 48:34.5 (2) 2. Маргарита Васильева +19.4 (2) 3. Лариса Куклина +46.3 (2) 4. Ирина Казакевич 5. Анна Никулина 6. Елизавета Каплина Протоколы |
| Смешанная эстафета Красноярск 1. 31 января 2019 Женщины: 2x6 км Мужчины: 2x7.5 км               | 1. ХМАО-2 1:22:18.9 (0+13) (Елизавета Каплина, Екатерина Мошкова, Дмитрий Иванов, Вадим Филимонов) 2. ХМАО-1 +41.5 (1+12) (Кристина Резцова, Кристина Смирнова, Пётр Пащенко, Иван Томилов) 3. Башкортостан +3:11.4 (2+12) (Анастасия Толмачёва, Карина Бахтина, Алексей Петров, Александр Жирный) Протоколы                                                        | 1. ХМАО-2 1:22:18.9 (0+13) (Елизавета Каплина, Екатерина Мошкова, Дмитрий Иванов, Вадим Филимонов) 2. ХМАО-1 +41.5 (1+12) (Кристина Резцова, Кристина Смирнова, Пётр Пащенко, Иван Томилов) 3. Башкортостан +3:11.4 (2+12) (Анастасия Толмачёва, Карина Бахтина, Алексей Петров, Александр Жирный) Протоколы                                                                           |
| Одиночная смешанная эстафета Красноярск 1. 31 января 2019 Женщины: 6 км Мужчины: 7,5 км         | 1. Свердловская область-1 41:50.3 (0+8) (Тамара Воронина, Алексей Шевченко) 2. Московская область-1 +8.7 (0+9) (Юлия Дроздова, Кирилл Стрельцов) 3. Москва +17.4 (0+4) (Вера Румянцева, Артём Смирнов) Протоколы | 1. Свердловская область-1 41:50.3 (0+8) (Тамара Воронина, Алексей Шевченко) 2. Московская область-1 +8.7 (0+9) (Юлия Дроздова, Кирилл Стрельцов) 3. Москва +17.4 (0+4) (Вера Румянцева, Артём Смирнов) Протоколы |
| Суперпасьют Тюмень 1. 20 февраля 2019 Мужчины: 7,5 км 2. 20 февраля 2019 Женщины: 6 км          | 1. Вадим Филимонов 21:18.4 (3) 2. Дмитрий Иванов +0.2 (7) 3. Пётр Пащенко +12.7 (4) 4. Алексей Волков 5. Максим Макаров 6. Кирилл Стрельцов Протоколы | 1. Кристина Резцова 21:49.7 (4) 2. Людмила Улыбина +14.3 (2) 3. Анастасия Шевченко +23.1 (0) 4. Алёна Иванова 5. Тамара Воронина 6. Ирина Казакевич Протоколы |
| Марафон Тюмень 1. 22 февраля 2019 Мужчины: 40 км 2. 23 февраля 2019 Женщины: 30 км              | 1. Владимир Семаков 1:50:53.9 (7) 2. Кирилл Стрельцов +1:08.0 (6) 3. Алексей Слепов +1:14.6 (8) 4. Максим Буртасов 5. Дмитрий Абашев 6. Иван Томилов Протоколы | 1. Людмила Улыбина 1:38.22,9 (4) 2. Карина Бахтина +1.02,0 (9) 3. Кристина Ильченко +1.02,7 (18) 4. Алина Гилёва 5. Наталья Ушкина 6. Екатерина Щепанская Протоколы |
| Патрульная гонка Уфа 1. 12 марта 2019 Мужчины: 25 км 2. 12 марта 2019 Женщины: 20 км            | 1. Новосибирская область 55:03.8 (3) (Максим Буртасов, Сергей Неверов, Сергей Максимцов, Сергей Заозёров, Александр Веприк) 2. Уральский ФО +1:03.0 (5) (Иван Печёнкин, Евгений Идинов, Игорь Шетько, Семён Бей, Алексей Барышников) 3. Башкортостан +1:43.8 (3) (Александр Бабчин, Алексей Петров, Александр Жирный, Эдуард Мустафин, Валентин Михайлов) Протоколы | 1. СФО-ДВФО 49:59.9 (5) (Лейсан Бикташева, Галина Нечкасова, Анастасия Евсюнина, Татьяна Новоженина, Юлия Огаркова) 2. Северо-Западный ФО +4:50.6 (7) (Арина Овчинникова, Карина Талменёва, Алина Стремоус, Анастасия Рудакова, Виктория Захаренкова) 3. Приволжский ФО +4:51.5 (4) (Эдита Васильева, Полина Силкина, Виктория Ковалёва, Ольга Дмитриева, Джамилия Баранова) Протоколы |
| Командная гонка Ижевск 1. 16 марта 2019 Мужчины: 10 км 2. 16 марта 2019 Женщины: 7,5 км         | 1. ХМАО 27:28.1 (2) (Алексей Корнев, Андрей Павлов, Евгений Боярских, Иван Томилов) 2. Удмуртия +51.4 (3) (Дмитрий Шамаев, Виктор Плицев, Владимир Семаков, Максим Макаров) 3. Приволжский ФО +52.4 (4) (Роман Сурнев, Дмитрий Абашев, Юрий Шопин, Иван Галушкин) Протоколы                                                                                         | 1. Красноярский край 23:30.0 (3) (Елена Чиркова, Диана Якимец, Екатерина Щепанская, Маргарита Васильева) 2. Новосибирская область +1:21.3 (4) (Александра Алексешникова, Татьяна Новоженина, Анастасия Евсюнина, Галина Нечкасова) 3. Приволжский ФО +3:27.9 (7) (Ольга Дмитриева, Карина Бахтина, Джамилия Баранова, Екатерина Муралеева) Протоколы                                   |
| Суперспринт Ижевск 1. 17 марта 2019 Мужчины: 6 км 2. 17 марта 2019 Женщины: 6 км                | 1. Антон Свотин 15:01.0 (1) 2. Дмитрий Шамаев +0.6 (1) 3. Алексей Петров +8.0 (1) 4. Алексей Волков 5. Евгений Идинов 6. Андрей Павлов Протоколы | 1. Анастасия Евсюнина 16:53.4 (0) 2. Тамара Воронина +0.9 (0) 3. Людмила Улыбина +1.3 (1) 4. Екатерина Глазырина 5. Елена Чиркова 6. Маргарита Васильева Протоколы |
| Мегамасс-старт Ижевск 1. 19 марта 2019 Мужчины: 15 км 2. 19 марта 2019 Женщины: 12 км           | 1. Алексей Волков 39:27.7 (0) 2. Иван Томилов +9.2 (1) 3. Антон Свотин +30.7 (1) 4. Вадим Филимонов 5. Тимур Махамбетов 6. Сергей Заозёров Протоколы | 1. Маргарита Васильева 34:13.3 (1) 2. Екатерина Глазырина +26.0 (1) 3. Екатерина Муралеева +51.3 (0) 4. Тамара Воронина 5. Людмила Улыбина 6. Диана Якимец Протоколы |
| Спринт Тюмень 1. 28 марта 2019 Мужчины: 10 км 2. 28 марта 2019 Женщины: 7,5 км                  | 1. Матвей Елисеев 25:11.4 (2) 2. Александр Логинов +15.7 (3) 3. Иван Томилов +18.9 (0) 4. Владимир Семаков 5. Максим Буртасов 6. Вадим Филимонов Протоколы | 1. Екатерина Глазырина 23:45.8 (0) 2. Лариса Куклина +12.9 (0) 3. Светлана Миронова +40.9 (2) 4. Ирина Казакевич 5. Ульяна Кайшева 6. Екатерина Мошкова Протоколы |
| Гонка преследования Тюмень 1. 30 марта 2019 Мужчины: 12,5 км 2. 30 марта 2019 Женщины: 10 км    | 1. Александр Логинов 32:10.8 (4) 2. Вадим Филимонов +14.3 (1) 3. Максим Буртасов +18.7 (1) 4. Евгений Гараничев 5. Дмитрий Иванов 6. Владимир Семаков Протоколы | 1. Лариса Куклина 30:53.2 (1) 2. Екатерина Мошкова +54.6 (2) 3. Маргарита Васильева +1:14.3 (1) 4. Ульяна Кайшева 5. Ирина Казакевич 6. Ирина Старых Протоколы |
| Масс-старт Тюмень 1. 31 марта 2019 Мужчины: 15 км 2. 31 марта 2019 Женщины: 12,5 км             | 1. Владимир Семаков 40:47.4 (0) 2. Максим Буртасов +10.7 (0) 3. Александр Логинов +38.0 (5) 4. Евгений Гараничев 5. Эдуард Латыпов 6. Вадим Филимонов Протоколы | 1. Светлана Миронова 41:31.8 (3) 2. Лариса Куклина +11.0 (3) 3. Виктория Сливко +46.3 (1) 4. Екатерина Мошкова 5. Ирина Старых 6. Ирина Казакевич Протоколы |
| Эстафета Тюмень 1. 2 апреля 2019 Мужчины: 4x7,5 км 2. 2 апреля 2019 Женщины: 4x6 км             | 1. ХМАО-1 1:15:00.0 (1+11) (Дмитрий Иванов, Иван Томилов, Семён Сучилов, Вадим Филимонов) 2. Башкортостан-1 +10.9 (1+7) (Алексей Петров, Александр Жирный, Антон Бабиков, Эдуард Латыпов) 3. Удмуртия +11.7 (0+11) (Дмитрий Шамаев, Александр Поварницын, Ильназ Мухамедзянов, Владимир Семаков) Протоколы                                                          | 1. ХМАО-1 1:17:20.2 (1+11) (Елизавета Каплина, Анастасия Морозова, Кристина Резцова, Екатерина Мошкова) 2. Свердловская область +17.9 (2+10) (Тамара Воронина, Ирина Казакевич, Светлана Миронова, Екатерина Глазырина) 3. Красноярский край +1:08.7 (2+9) (Елена Чиркова, Наталья Гербулова, Диана Якимец, Маргарита Васильева) Протоколы                                             |

## Происшествия
Во время женского масс-старта в Тюмени на трассу выбежала лайка, которую работники стадиона безуспешно пытались выгнать, а один из тренеров ударил собаку палкой.